# Under månen
|  | Denne artikel er oprettet af botten Steenthbot ud fra en ekstern database. Den kan derfor have sproglige fejl eller mangler. Denne skabelon kan fjernes efter kontrol af indholdet. |

Under månen er en dansk børnefilm fra 2016 instrueret af Peter Bjerre Salling.

## Handling
Solen går ned, og Signe ankommer for sent til et hus, hvor hun skal passe en lille pige. Men som natten skrider frem, afslører Signe mørke hemmeligheder om pigens far.

## Medvirkende
- Fie-Cornelia Højergaard, Signe
- Annabell Fobian Blach, Mille
- Mads Kruse, Christian